# リク (歌手)
リク（2003年〈平成15年〉6月28日 -  ）は日本人の歌手。韓国の男性アイドルグループ・NCTのメンバー。本名は前田 陸（まえだ りく）。SMエンタテインメント所属。福井県出身。2024年2月、NCT WISHでデビュー。

## 来歴
2003年6月28日、福井県で生まれる。幼少期から従姉妹である高橋愛が出演するコンサートに行っていた。
2021年10月、高橋愛のコスメブランド「アイムミクス（AIMMX）」のイメージビジュアルに出演した。

### SMエンタ入社
2022年、SMグローバルオーディション「KWANGYA」を通じてSMエンタテインメントに練習生として入社した。

### NCTデビュー（2023年 - ）

#### 2023年
7月26日より、プレデビューリアリティ番組『NCT Universe: LASTART』にSM練習生として出演した。
9月7日、NCT NEW TEAMのメンバーとしてデビューが決定した。
10月8日、所属ユニットNCT NEW TEAMがプレデビューシングル「Hands Up」を発売した。

#### 2024年
2月21日、東京ドームで開催された「SMTOWN LIVE 2024 SMCU PALACE @TOKYO」でデビュー曲「WISH」を披露し、NCT WISHとして正式デビュー。
4月30日、毎日経済新聞主催のデジタル犯罪防止キャンペーン「Mクリーン」広報大使にシオンと任命された。
10月22日、体調不良の治療と回復に専念するため、活動休止することを発表した。

#### 2025年
2月3日、活動再開を発表。3月にスタートするアジアツアー、及び上半期にリリース予定のアルバム制作とその関連活動に参加することが明らかにされた。

## 人物

### 性格・ニックネーム
我慢強い性格。自身を表す単語は「忍耐心」。座右の銘は「避けられない痛みなら楽しめ」。
MBTI性格診断はISFP型。
ニックネームは「くり」。身長175cm。血液型はAB型。リクを表す絵文字には動物の「リス」、「黒猫」が使われている。「NCT WISHの黒猫リクです！」と自己紹介することも多い。チャームポイントは「えくぼ」。

### 趣味・嗜好
趣味はアニメ・映画鑑賞。特技はポップダンス、バレーボール（小中バレー部）。
ロールモデルはNCTのマーク、ダンサーの姉。
好きなアニメは『呪術廻戦』。好きなキャラクターは「五条悟」。
好きな食べ物は団子、和菓子、グミ。
歌手にならない場合に就いていたかもしれない職業はパン屋さん。幼い頃からパン屋の雰囲気が好きだった。

### 親族
モーニング娘。の元メンバー（5期、モーニング娘。6代目リーダー、ハロー!プロジェクト2代目リーダー）の高橋愛は従姉妹である。
従兄はお笑い芸人のあべこうじ。

## 出演

### テレビ番組
- 日本テレビ『NCT Universe: LASTART』（2023年）
- 日本テレビ『ヒルナンデス!』（2023年11月15日）[26][27]
- 福井放送『にじパレ』（2024年6月29日）

## 広告・広報大使

### 広告
- 「アイムミクス（AIMMX）」（コスメ、高橋愛のブランド）

### 広報大使
- 「Mクリーン」キャンペーン広報大使（2024年）[8]

## イベント
| 年   | イベント名                              | 開催日  | 開催場所       | 参考   |
| ---- | --------------------------------------- | ------- | -------------- | ------ |
| 2024 | 「Mクリーン」キャンペーン広報大使委嘱式 | 4月30日 | 毎日経済新聞社 | [ 8 ]  |
| 2024 | 16thKMF2024 MC                          | 10月6日 | 横浜アリーナ   | [ 28 ] |